# جيسي غرين (موسيقي)
جيسي غرين (بالإنجليزية: Jesse Green)‏ هو موسيقي ومغني ومغن مؤلف جامايكي، ولد في 5 يوليو 1948 في أبرشية سانت جيمس، جامايكا ‏ في جامايكا.

## وصلات خارجية
- جيسي غرين على موقع IMDb (الإنجليزية)
- جيسي غرين على موقع ميوزك برينز (الإنجليزية)
- جيسي غرين على موقع أول ميوزيك (الإنجليزية)
- جيسي غرين على موقع ديسكوغز (الإنجليزية)